# Fontitrygon geijskesi
Fontitrygon geijskesi es una especie de pez de la familia Dasyatidae en el orden de los Rajiformes.

## Morfología
• Los machos pueden llegar alcanzar los 150 cm de longitud total.

## Reproducción
Es ovíparo.

## Hábitat
Es un pez de mar y de clima tropical y demersal que vive entre 5-25 m de profundidad.

## Distribución geográfica
Se encuentra en el Océano Atlántico occidental: desde la costa septentrional de Venezuela hasta el Brasil.

## Observaciones
Es  venenoso para los humanos.